# Psoroma cinnamomeum
Psoroma cinnamomeum är en lavart som beskrevs av Malme. Psoroma cinnamomeum ingår i släktet Psoroma och familjen Pannariaceae.   Inga underarter finns listade i Catalogue of Life.